# Planetium
A Planetium Csiszér Levente, a Kárpátia együttes gitárosának első szólóalbuma.

## Az album dalai
1. Nézd az Eget - (TAKE OFF’ FLYIN’)
2. Planetium I. - (PLANETIUM I.)
3. A Tejút mögött - (OVER THE GALAXY)
4. Fénymezőkre eső hull - (RAINDROPS ON SUNNY FIELDS)
5. Ezüst tó ami ringat - (LAKE OF SWING)
6. Át az örök Feketén - (LOST WAY IN BLACK HOLE)
7. A Jégföld utolsó dala - (THE LAST SONG OF ICELAND)
8. Szirének földjén - (SIREN’S PLANET)
9. Holdtánc - (DANCIN’ ON THE MOON)
10. Az Orion csillámló ködében - (ORION STARLIGHT)
11. Vár a Földanya - (BACK TO THE EARTH)
12. Planetium II. - (PLANETIUM II.)